# Víctor Alemany
Víctor Alemany Sayos (Torelló, 5 maggio 1975) è un ex cestista spagnolo.

## Palmarès
- Campionato spagnolo: 1

Barcellona: 1994-95
- Copa del Rey: 1

Barcellona: 1994
- Liga catalana: 1

Barcellona: 1993